# ژان دو لا برویر
ژان دو لا برویر (به فرانسوی: Jean de La Bruyère) اخلاقدان قرن هفدهم میلادی اهل فرانسه است.
لا برویر مدتی به عنوان معلم خصوصی دوک دو بوربون خدمت کرد. اولین اثر وی ترجمهٔ رساله رفتارها اثر تئوفراست یونانی بود. پس از آن و به همان سبک رساله‌ای نوشت با عنوان رفتارها و خلقیات قرن ما. لا برویر که طرفدار سرسخت سنت‌گرایان بود، در سال ۱۶۹۳ به عضویت فرهنگستان فرانسه درآمد و در کنار ژاک بنینی بوسوئه قرار گرفت. وی رساله‌ای درباب عرفان و تصوف نیز دارد. نثر لابرویر، سنگین ولی روان و بدیع است. او در سال ۱۶۹۶ بر اثر سکته مغزی از دنیا رفت.